# Чешко-пфалцки период на Тридесетгодишната война
Чешко-пфалцкият период на Тридесетгодишната война (1618 – 1623) е първият период на този важен европейски конфликт. Наричан е също Бохемско-палатински или е разделян на две части: Бохемски и Пфалцки. Носи името си по две области в Свещената Римска империя – Чехия (наричана от германците Бохемия) и Пфалц (Палатината), който се състои от две части – Долен Пфалц по Рейн и Горен Пфалц на север от Бавария. Този период започва с чешкото протестантско въстание срещу императора, продължава с намесата на трансилванците и на пфалцкия граф Фридрих V. Ключовият момент е поражението на бунтовниците при Бялата планина, след което съпротивата на Фридрих V продължава още три години в Пфалц, където той въвлича и други протестантски принцове. В крайна сметка победители са католиците.

## Чешкото въстание
Основна статия: Пражка дефенестрация
В началото на ХVІІ в. в земите на чешката корона (Чехия, Моравия, Лузатия и Силезия) протестантите преобладават: лутерани, калвинисти и останки от някогашната хуситска ерес. Те са враждебно настроени към Хабсбургите, които заемат чешкия трон от 1526 г. Когато администрацията на тази династия започва разрушаването на протестантски църкви, аристократите протестират. Те организират съвет, който привиква двамата вицекрале и секретаря им и на 23 май 1618 г. ги изхвърлят от прозорците на замъка Храдчани. Нещастните жертви оцеляват и избягват. Инициатор за този краен акт е граф Матиас Турн, който поема военното командване на започващото въстание. В началото обаче чехите не получават подкрепа дори от другите области на короната – Моравия и Силезия се въздържат от антиправителствени прояви. Освен това две крепости в самата Чехия се противопоставят на бунта – Пилзен и Будейовице, веднага обсадени от въстаниците.
По това време император и следователно чешки крал е Матиас (1612 – 1619). Щом въстанието започва, той търси пари и войници от другите свои провинции, но среща сериозни трудности. Унгария, Горна и Долна Австрия не само отказват да помогнат, но и проявяват симпатии към протестантите. Негов наследник е братовчед му Фердинанд Щирийски – краен католик, който вече е успял да изкорени протестантството в своите владения. Перспективата той да стане някой ден крал на чехите е един от силните мотиви на въстаниците.

## Военните действия през 1618 – 1619 г.
В началото протестантите оперират главно в Чехия с две армии, командвани от граф Турн и от граф фон Мансфелд. Те успяват да привлекат на своя страна Моравия и Силезия. При нахлуването им в моравската столица Бърно местният земевладелец Албрехт фон Валенщайн успява да избяга и предлага услугите си на императора. По-късно той ще играе ключова роля във войната. Въстаниците търсят подкрепа от останалите протестантски принцове в империята, но не я получават, освен от пфалцкия граф (който е и курфюрст, тоест избирател на императора) Фридрих V. Фридрих е създател на един Протестантски съюз от германски владетели, който разполага с военна сила, но също отказва да го подкрепи. Освен това е тъст на английския крал Джеймс I и се опитва да го въвлече в събитията – и това остава безуспешно.
С испанска финансова помощ Фердинанд изпраща в Чехия десетхилядна армия, командвана от Шарл дьо Бюкоа – фламандски генерал. Той завзема Будейовице, откъдето се опитва да укроти въстаниците. Те обаче дръзко минават Дунав и се появяват пред Виена. Тази демонстрация не стряска управляващите и чехите безславно се оттеглят. За да не допусне сливане на двете им армии, Бюкоа изненадващо напредва срещу Мансфелд и на 10 юни 1619 г. го побеждава при Заблати. Тъй тежко е поражението на протестантите, че имперската войска започва постепенното овладяване на крепостите в южна Чехия. В този критичен момент се появява неочакван техен съюзник – трансилванският войвода Габор Бетлен. С отдавнашни претенции към унгарския престол, той решава, че сега е моментът да го получи. Затова с голяма армия напредва в Унгария, превзема столицата Пресбург (Братислава) и продължава към Виена, като на свой ред застава под стените ѝ. Бюкоа е отзован да пази столицата, преследван от чехите и ловко ги побеждава втори път – при Улмкирхен. Но не това, а новините, че държавата му е нападната от казаците, отказва Бетлен от плановете му. Като сключва изгоден мир с Фердинанд, той се оттегля.
Междувременно още през март 1619 г. Матиас умира и Фердинанд получава Австрия. Той е избран и за император, но на 19 август чехите го отхвърлят като свой крал и избират Фридрих V. „Това решение превръща чешката криза ако не в конфликт, който ще разтърси цяла Европа, поне в такъв, от който зависи съдбата на Свещената римска империя“ – твърди Роналд Аш. Фердинанд енергично се заема до потуши бунта и повлиян от испанския посланик във Виена Иниго де Онате, сключва съюзен договор с Бавария. Бавария е ценен съюзник по това време, защото нейният херцог Максимилиан І е създал Католическа лига и може да бъде полезен. Примамка става обещанието, че при успех ще получи курфюрското звание на Фридрих. Към това е прибавена и Горна Австрия. „Това са решения, които ще имат дълготрайни и сериозни последици, смята Б. Гаврилов. Те са незаконни, тъй като влизат в противоречие с определени разпоредби, фиксирани в Златната була...“. Фридрих привлича субсидии от Обединените провинции в Нидерландия, които са във война с Испания (Осемдесетгодишната война). Военна помощ обаче не идва отникъде.

## Капитулацията на чехите
През април 1620 г. Фердинанд ІІ издава имперски едикт, с който заповядва на Фридрих V да напусне Чехия и да се откаже от короната. Това официално поставяне на бунтовниците и техния лидер извън закона само допълва отчаяното им положение. През лятото на сцената се появява нов талантлив генерал на католиците – Йохан Церклас, граф фон Тили, валонец по произход, който е приел служба на Бавария. Със свежи сили той омиротворява Горна Австрия и заедно с армията на Бюкоа навлиза в Чехия. В същото време саксонците покоряват Лузатия и Силезия. Много скоро католически армии напредват към Прага от всички страни.
Междувременно испански армии от Фландрия (свободни, защото с холандците цари примирие до 1621 г.) покоряват владенията на Фридрих V в долен Пфалц. Другото му владение – Чехия също е под въпрос. На 8 ноември 1620 г. южно от Прага се състои решаващата битка, известна като битката при Била хора (Бялата планина). Деморализираната армия на граф Турн отстъпва още при първия сблъсък с католиците под общото командване на Тили. По-добрата конница на имперците, в която влизат хървати, унгарци и казаци, изпратени от полския крал, решително разгромява конницата на чехите. От този момент бунтовническата армия престава да съществува, а Фридрих бяга. Заради краткото си пребиваване на престола той е наречен „зимният крал“. Чехия се примирява със съдбата си и признава властта на Фердинанд. Капитулацията ѝ не минава безболезнено: след съдебен процес 27 от водачите на бунта са екзекутирани, а други на 700 са конфискувани имотите. Един от тези, които се облагодетелстват, е верният на императора Албрехт фон Валенщайн.

## Войната в Пфалц
След тези събития изглежда, че с протестантската кауза в Германия е свършено. Подценявайки волята на Фридрих за съпротива обаче католиците пропускат шанса да го унищожат. Той се озовава в Горен Пфалц, където заедно с Мансфелд се съвземат и връщат духа на малката си армия. Оттам, предледвани от Тили, стигат до Елзас, където завладяват няколко крепости на Хабсбургите. Фридрих успява да представи своята катастрофа като опасност за останалите протестанти и получава военна помощ от принцовете на Баден и Брауншвайг. Трите армии (всяка по около 10 000 д.) завземат нови важни градове, а на 27 април 1622 г. Мансфелд дава сражение на Тили при Минголсхайм, което печели. Тили обаче се оттегля в добър ред и се съединява с испанските сили на генерал Кордоба. Заедно те разбиват армията на Баден (на 6 май при Вимпфен) и на Брауншвайг (на 20 юни при Хьохст). Тогава Фридрих, неспособен вече да плаща на наемници, освобождава армиите си и те отиват на служба на холандците. За да намери с какво да им плати, Мансфелд прилага принципа на самоиздръжката – стратегия продължена по-късно от Валенщайн и други командири, която донася смърт и разорение на цели обасти. След оспорвана и равностойна битка при Фльорюс (29 август 1622) останките от армията му достигат южната крепост на провинциите – Берген-оп-Зоом. Що се отнася до „зимния крал“, той минава в изгнание, продължило до смъртта му през 1658 г.
Сега Тили може спокойно да завладее последните крепости от Пфалц. Хайделберг пада в края на 1622, а Франкентал в началото на 1623 г. Но когато райхстагът решава да даде титлата и земите на Фридрих на Максимилиан Баварски (само докато Фридрих е жив), се надига нов гняв сред протестантите. Англия и Нидерландия субсидират нова армия и Мансфелд отново оперира по течението на Рейн. На 6 август 1623 г. обаче съюзниците му от Бауншвайг претърпяват съкрушително поражение от силите на Тили (Битката при Щатлон), което слага край на всякаква съпротива. От този момент Фердинанд и съюзниците му стават господари на Германия, а неговият изповедни, йезуитът Вилхулм Ламормен чертае планове за пълното изкореняване на протестантската ерес.